# Fantosmie
Fantosmie, ook geschreven als: phantosmie (afgeleid van het Grieks φάντασμα fantasma "inbeelding" en ὀσμή osmḗ "geur"), is een aandoening van de reukzin (dysosmie) die zich manifesteert in het waarnemen van een geur of meerdere geuren waarvoor de geurstimuli niet aanwezig zijn. Mensen die lijden aan fantosmie ruiken dus een geur die er in werkelijkheid niet is. Men spreekt daarom ook wel van geurhallucinaties. Wanneer dit onaangename geuren zijn, gebruikt men soms ook wel de term: kakosmie, hoewel kakosmie en het antoniem euosmie doorgaans worden bezien als subvarianten van parosmie. Fantosmie kan zowel permanent als bij vlagen voorkomen. Wanneer men wordt beïnvloed door fantosmie kan de aandoening een grote invloed hebben op het dagelijkse leven van de patiënt.

## Oorzaken
Fantosmie kan onder andere ontstaan door een beschadiging aan de reukzenuw, als gevolg van een fysiek trauma, een virusinfectie zoals: griep of corona, een olfactorisch meningeoom, of door aandoeningen als migraine en epilepsie. Fantosmie kan eveneens als symptoom optreden bij schizofrenie, depressie, alcoholische psychose en het olfactorisch referentiesyndroom. Fantosmie komt meestal voor in combinatie met een verminderde reukzin (anosmie) en is haast altijd heviger in het neusgat met de slechtste reukzin.